# Pseudonortonia pseudancistrocerus
Pseudonortonia pseudancistrocerus är en stekelart som beskrevs av Giordani Soika. Pseudonortonia pseudancistrocerus ingår i släktet Pseudonortonia och familjen Eumenidae. Inga underarter finns listade i Catalogue of Life.